# Tadeáš Růžička
Tadeáš „Mawar“ Růžička (* 28. října 1997 Praha) je bývalý český bojovník ve smíšených bojových uměních. Držitel titulu král Oktagon Underground do 70 kg (2020). Zároveň je juniorským mistrem světa v Muaythai organizace IFMA (2015), juniorským světovým šampionem K1 organizace WAKO (2016) a profesionálním mistrem ČR v Muaythai (2017). V minulosti[kdy?] trénoval v Lanna Gym Praha s Viktorem Petrlíkem a v Reinders MMA pod vedením trenéra André Reinderse. Trénoval v klubu Spejbl Gym Praha pod vedením trenéra Michala Vančury, nicméně po několika násilných aférách byl z týmu vyloučen. V současné době[kdy?] je ve vězení.

## MMA kariéra
Tadeáš začal svojí kariéru v bojových sportech boxem a kickboxem. Již ve svých 6 letech začínal s karate, k boxu a kickboxu se dostal v 9 letech a až do roku 2019 se plně věnoval kickboxu. V roce 2015 kolem Mistrovství světa v thajském boxu vzniká jeho přezdívka „Mawar“. Jedná se o zkráceninu slov Mad Warrior. Též „Mawar“ v překladu z Indonéštiny znamená „růže“ a nápadně se tak přibližuje příjmení „Růžička“. Od roku 2020 se věnuje už výhradně smíšenému bojovému umění (MMA). V květnu 2020 se všem MMA fanouškům představil díky turnaji Oktagon Underground, kde v česko-slovenské pyramidě dosáhl titulu krále Oktagon Underground v kategorii do 70 kg.
Začátkem léta 2020 se mu dostalo nové nástupové hymny „Mawar“ od Yzomandiase z labelu Milion+. 17. října 2020 měl mít Tadeáš Růžička svůj první zápas v Oktagonu podle klasických pravidel MMA. Zápas s Jakubem Dykem se však nemohl uskutečnit kvůli nákaze covid-19 na straně Tadeáše. V únoru 2021 získal v anketě Best Of 2020 od fanoušků Oktagonu titul Underground bojovník roku 2020. Začátkem roku 2022 podepsal smlouvu s nově vzniklou organizací RFA (Real Fight Arena). Na úvodním Warm up turnaji organizace RFA v Bratislavě vyhrál nad Oskarem Siegertem z Polska.
Dne 29. října[roku?] získal Mawar v rámci turnaje RFA 5 další skalp v podobě rychlé TKO výhry nad italským Andrea Mascia.
Po napadení bezbranných osob na veřejnosti v roce 2024 jej těžce zkritizovali osoby jako je Ondřej Novotný (majitel Oktagonu) a RedFace oznámil, že s ním nechtějí mít nic společného. "Ruce bojovníka fungují stejným způsobem, jako zbraň u normálního civila". 

## Tituly
- RealFight Champion 2023
- Vítěz pyramidy Oktagon Underground 2020[12]
- K1 Junior World Champion WAKO 2016
- Muaythai Junior World Champion IFMA 2015
- Profesionální mistr ČR v Muaythai 2017

## Bilance
68 zápasů, 59 vítězství, 23x KO, 9x prohra

## Výsledky
| Výsledek | Soupeř                     | Metoda      | Událost                           | Datum              | Kolo | Čas  | Místo                      | Poznámka            |
| -------- | -------------------------- | ----------- | --------------------------------- | ------------------ | ---- | ---- | -------------------------- | ------------------- |
| Prohra   | Josef „Tyson“ Škop         | KO          | Valhalla Fighting: Bare Knuckle   | 30. června 2024    | 1    |      | Praha, Česko               |                     |
| Prohra   | Mokkachun Jakkawan         |             | Saturday Fight Night 24           | 24. února 2024     | 3    |      | Phuket, Thajsko            |                     |
| Výhra    | Serghei Zanosiev           | Rozhodnutí  | Colosseum Fight Night 3           | 16. prosince 2023  | 3    |      | Martin, Slovensko          |                     |
| Výhra    | Jacob Mikula               | KO          | RFA X IAF 1                       | 11. listopadu 2023 | 2    |      | UNYP Arena, Praha, Česko   | O titul lehké váze. |
| Výhra    | Tadeáš „Gangstaboy“ Veselý | TKO         | Clash Of The Stars 5              | 10. června 2023    | 1    | 2:00 | O₂ universum, Praha, Česko |                     |
| Prohra   | Khayal Dzhaniev            | TKO         | RCC Intro 24                      | 4. února 2023      | 1    | 1:40 |                            |                     |
| Výhra    | Denis Makowski             | TKO         | RFA 7                             | 17. prosince 2022  | 1    | 2:01 |                            |                     |
| Výhra    | Andrea Mascia              | TKO         | RFA 5                             | 29. října 2022     | 1    | 0:28 | Brno, Česko                |                     |
| Výhra    | Oskar Siegert              | na body     | RFA Warm up                       | 12. března 2022    | 3    | 3:00 | Bratislava, Slovensko      |                     |
| Prohra   | Dawid Kareta               | na body 3:0 | Oktagon 22                        | 27. března 2021    | 3    | 5:00 | Brno, Česko                |                     |
| Výhra    | Marco Novák                | TKO         | Oktagon Underground 7 Superfinále | 4. července 2020   | 1    | 1:55 | Brno, Česko                | Výkon večera        |
| Výhra    | Jakub Dyk                  | TKO         | Oktagon Underground 5             | 13. června 2020    | 2    | 1:39 | Praha, Česko               |                     |
| Výhra    | Stěpán Guba                | KO          | Oktagon Underground 3             | 30. května 2020    | 4    | 1:40 | Praha, Česko               |                     |
| Výhra    | Tomáš Linh Le Sy           | KO          | Oktagon Underground 1             | 16. května 2020    | 2    | 2:29 | Praha, Česko               |                     |
| Výhra    | Vladimír Lengál            | na body 3:0 | IAF 2                             | 6. března 2020     | 3    | 3:00 | Praha, Česko               |                     |
| Prohra   | Josef Talafous             | Submise     | MMMA Arena Cup 55                 | 26. října 2019     | 2    | 0:47 |                            |                     |